# Nikolaus Selimov
Nikolaus Selimov (* 9. Mai 1962 in Wien) ist österreichischer Choreograf und Tanzpädagoge. Er lebt und arbeitet in Wien.

## Werdegang
Selimov studierte Pädagogik für Modernen Tanz am damaligen Konservatorium der Stadt Wien (seit 2005 privat), Schauspiel am Franz Schubert Konservatorium Wien und Theaterwissenschaft und Germanistik an der Universität Wien. Gemeinsam mit dem Wiener Choreografen Manfred Aichinger leitete er von 1981 bis 2011 das Tanztheater Homunculus, bei dem er bis 1994 als Tänzer engagiert war und als Choreograf wirkte.
Selimov ist seit 2008 Kurator des Festivals Österreich tanzt am Festspielhaus St. Pölten gemeinsam mit Manfred Aichinger.
Von 1987 bis 1993 lehrte an der Schauspielschule Volkstheater in Wien Körperschulung für Schauspieler. Seit 1993 hat er einen Lehrauftrag für Improvisation und Choreografie am Konservatorium Wien. Er ist Vorstand der Abteilung Tanz seit 2002 an der Konservatorium Wien Privatuniversität.
Selimov war von 1997 bis 2000 Sprecher der Wiener ChoreografInnen Plattform, die maßgeblich an der Errichtung von Tanzquartier Wien beteiligt war.
Er ist Vorstandsmitglied der Berufsvereinigung für Moderne Tanzpädagogik in Österreich sowie der Arbeitsgemeinschaft Rosalia Chladek in Österreich.

## Choreografien
- 1995: Oh, it’s Vienna
- 1997: Stimmen toter Freunde
- 1998: Noch 365 Tage … warum?
- 2000: now oder nie!
- 2001: … an den Grenzen
- 2003: n.n.

## Choreografien gemeinsam mit Manfred Aichinger
- 1992: Schlachthof für Engel
- 1994: Jacqueline du Pré – Eine Turnstunde
- 1998: Eis-Berg
- 1998: [dialog://virtuell]
- 2004: Auf dem Weg ins gelobte Land – Kindheit und Jugend in der Diktatur
- 2006: Wiener Küche
- 2008: Mindmapping 1020 – Folien der Erinnerung

## Auszeichnungen
- 1995: Qualitätsprämie des Bundesministeriums für Kunst und Kultur für die Choreografie Oh, it’s Vienna.
- 1998: Qualitätsprämie des Bundesministeriums für Kunst und Kultur für die Choreografie Dialog:virtuell
- 1997: O.E. Hasse-Preis
- 2003: (mit Manfred Aichinger) Spezialpreis: Österreichischer Tanzproduktionspreis

| Personendaten    | Personendaten                                |
| ---------------- | -------------------------------------------- |
| NAME             | Selimov, Nikolaus                            |
| KURZBESCHREIBUNG | österreichischer Choreograf und Tanzpädagoge |
| GEBURTSDATUM     | 9. Mai 1962                                  |
| GEBURTSORT       | Wien                                         |